# Mami Shinkai
Mami Shinkai (jap. 新海真美 Shinkai Mami; ur. 7 czerwca 1985) – japońska zapaśniczka w stylu wolnym. Zdobyła srebrny medal mistrzostw świata w 2008 i piąta w 2010. Mistrzyni Azji z 2008, brązowa medalistka w 2007 i 2012.
Pierwsza w Pucharze Świata w 2014; czwarta w 2006 i 2010; siódma w 2007. Zwyciężczyni Uniwersjady w 2005. Uniwersytecka wicemistrzyni świata w 2006. Mistrzyni świata i Azji juniorów w 2005 roku.